# Baie de Subic
La baie de Subic est une baie de la côte ouest de l'île de Luçon, dans la région du Zambales aux Philippines, à environ 100 kilomètres au nord-ouest de la baie de Manille. Située en bordure de la mer de Chine du Sud, elle accueille jusqu’en 1992 une importante base navale de la marine américaine. Ce site est désormais une zone industrielle et commerciale connue sous le nom Subic Bay Freeport Zone (en) placée sous l'autorité du Subic Bay Metropolitan Authority (en).

## Description

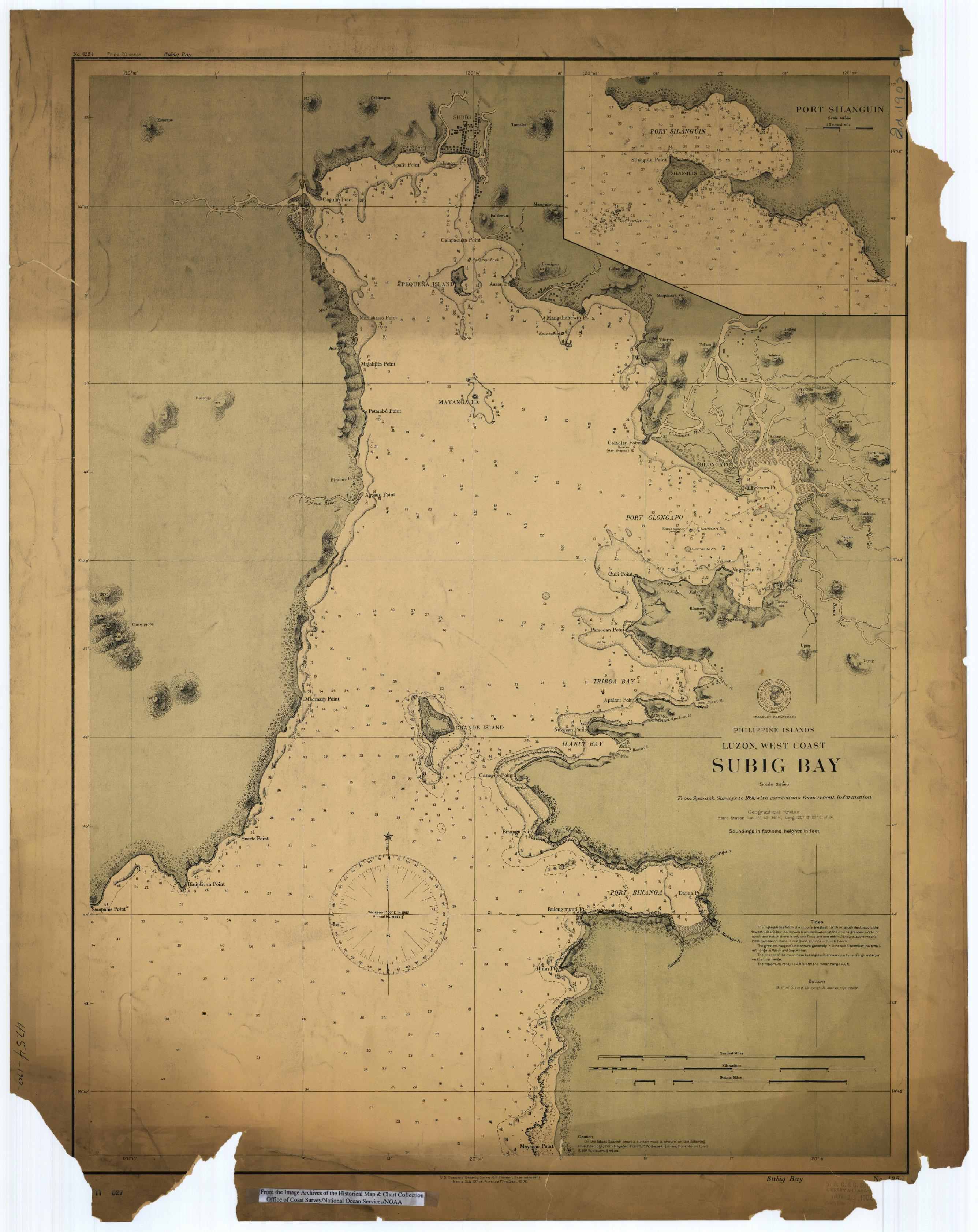
US Coast & Geodetic Survey Manila Office nautical chart #4254 Subig (Subic) Bay, Luzon, Philippines, 1902.